# Prosotas
Prosotas là một chi bướm ngày thuộc họ Lycaenidae.
 Tư liệu liên quan tới Prosotas tại Wikimedia Commons
 Dữ liệu liên quan tới Prosotas tại Wikispecies

## Hình ảnh

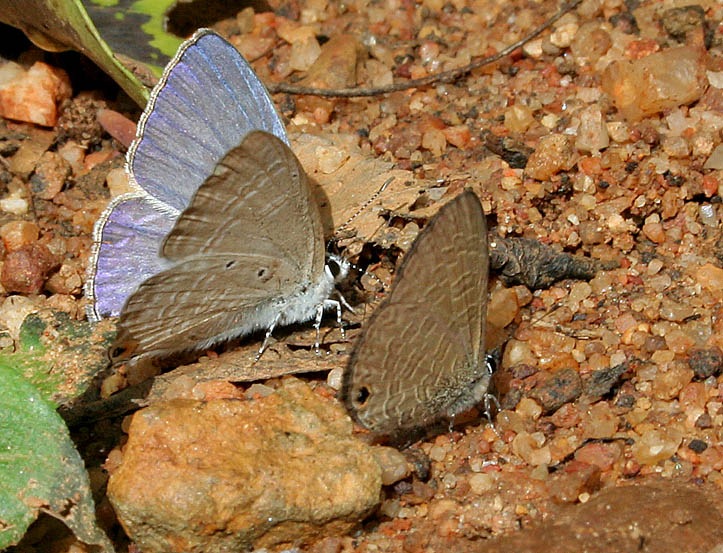
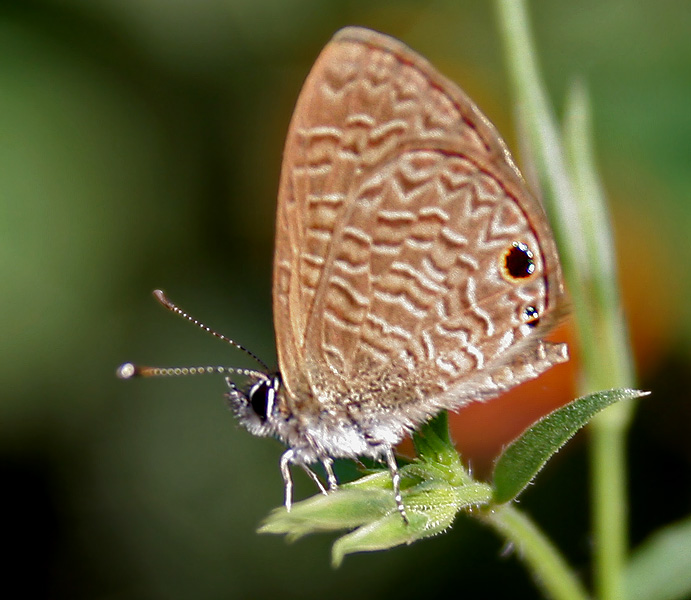